# Roger Matthisen
Roger Courage Matthisen (født 1. april 1976) er en dansk skuespiller, konsulent, foredragsholder og politiker. Han blev ved folketingsvalget i 2015 valgt for Alternativet.

## Baggrund
Roger Courage Matthisen er født den 1. april 1976 i Århus som søn af jurist Shakespeare Courage og ufaglært Evy Matthisen. Han voksede op i Gellerupparken ved Århus. Han har en bachelor i drama, skuespil og teaterhistorie fra Statens Teaterskole i 2003, hvorefter han fra 2006 til 2009 tog en bachelor i økonomi, engelsk og kommunikation på Copenhagen Business School.
Matthisen har sideløbende med sin skuespillerkarriere uddannet sig inden for kommunikation, organisationsudvikling og coaching, som partner i selskabet "RM ressources" og senest som grundlægger af “Courage Institute”, der arbejder med mangfoldighed, inklusion, antiracisme ledelse og personligt lederskab i erhvervslivet, uddannelssektoren og civilsamfundet.
Han er gift med Ane Fjelstrup, med hvem han har de to børn Chloe og Joshua. Han mødte hende i forbindelse med sine studier på Copenhagen Business School.

### Aktivisme
I 2015 stifter Matthisen Forum For Mangfoldighed samt er medstifter af Vis a Vis Art Collective (VAVAC): begge initiativer havde til hensigt at være et forum for refleksion og skabe debat om mangfoldighed gennem kulturelle og sociale arrangementer.
Matthisen sidder fra 2019 i bestyrelsen for ENAR Danmark, European Network Against Racism, der sammen med 8 andre NGO'er indgav en skyggerapport til FN angående Danmarks krænkelser af menneskerettighederne.
Søndag d. 7. juni 2020 taler Matthisen til en demonstration i København for Black Lives Matter DK med mere end 15.000 mennesker forsamlet, og Matthisens tale bliver efterfølgende debatteret i DR deadline samt optaget i Danske Talers arkiv, som har til formål at formidle og bevare mundtlig kulturarv i form af taler, der udgør eller har udgjort et væsentligt bidrag til den offentlige samtale.
Matthisen er samme år medstifter af Afro Danish Collective (ADC), der arbejder for bekæmpelsen af strukturel racisme. ADC deltager sagligt og sobert i debatter, demonstrationer, efteruddannelse og vidensarbejde og arbejder derudover for at forbedre menneskerettigheder for mennesker af afrikansk oprindelse i Danmark og Europa. Afro Danish Collective arrangerer demonstrationer, debatter, kampagner og events der italesætter strukturel diskrimination og racisme.

## Skuespiller- og forfatterkarriere
Matthisen medvirkede i DR's julekalender Nissernes Ø fra 2003 i rollen som Jo Jo. Siden har han haft flere mindre roller i danske tv-serier og film heriblandt som karakteren Moyo i DR's Broen IV fra 2018, afsnit 4-7. Han debuterede som forfatter i 2008 med bogen Lenny og Sofie Emilie - Flugten.
I 2020 lagde han stemme til lydbogsudgaven af Barack Obamas selvbiografi Et forjættet land.
Matthisen har spillet på en lang række teatre i Danmark, som blandt andre tæller Det Kongelige Teater, Vendsyssel Teater, Svalegangen, Odense Teater, Bådteatret og Grob.

## Politisk karriere
Han blev ved folketingsvalget i 2015 valgt for Alternativet med 1081 personlige stemmer. I Folketinget er han Alternativets ordfører for øer og landdistrikter, Grønland, Færøerne, transport og mobilitet, det tyske mindretal, bolig, fiskeri samt ligestilling og mangfoldighed.
I november 2015 tog Matthisen tre måneders orlov fra Folketinget, hvorfor Nikolaj Amstrup indtrådte i hans sted, idet han havde status af førstesupplement grundet næstflest stemmer på Fyn. Igen i september 2017 erstattede Amstrup Matthisen i Folketinget, da Matthisen gik på orlov på orlov grundet indre blødninger. Matthisen vendte tre måneder senere tilbage til Folketinget i december 2017.
Matthisen var i perioden ordfører for transport, mobilitet og infrastruktur, fiskeri, rigsfællesskabet, by og bolig, det tyske mindretal samt ligestilling og mangfoldighed. Især ligestilling og mangfoldighed er et kerneområde for Matthisens karriere, politisk som personligt.
Matthisen plæderede i Folketinget for, at Danmark har brug for en borgerrettighedsbevægelse til at forene kampen for ulighed og ligeværd for alle minoriteter, og Matthisen peger på det bidrag som Danmark har igennem Grundtvig har givet til den amerikanske borgerettighedsbevægelse.
Således initierede og lancerede Matthisen også den første helhedsorienterede antiracistiske handleplan for noget politisk parti i Danmark i foråret 2019. Planen havde tre hovedområder: Et politisk, lovgivningsmæssigt samt erhvervs- og civilsamfundsmæssigt sigte med i alt 11 konkrete og handlingsorienterede indsatsområder der tilsammen tilsigter at bidrage til et samfund, hvor alle mennesker reelt har lige muligheder og anerkendes som ligeværdige medborgere uanset race, nationalitet, religion, kultur, køn og seksualitet. Planen er efterfølgende blevet videreudviklet af Afro Danish Collective, som Matthisen er medstifter af, i samarbejde med Mellemfolkeligt Samvirke, Mino Danmark, Malik og Sabaah.
Matthisen var genopstillet til Folketingsvalget i 2019 men valgte at trække sit kandidatur, i ønsket om at samarbejde med erhvervslivet og civilsamfundet om at skabe hurtigere forandring inden for inklusion, mangfoldighed og ligeværd.

## Filmografi
- 2004 Bus
- 2010 Magi i luften – Zentropa
- 2010 Klovn - The Movie – Zentropa

### TV-serier
- 2003 Nissernes ø – DR
- 2009 Kristian – Tv2 Zulu
- 2018 Broen IV – DR, SVT, Nimbus Film